# Beneish M-score
Das Beneish Modell (oder Beneish Zahl) ist ein statistisches Modell, welches betriebswirtschaftliche Kennzahlen nutzt, um zu prüfen, ob die Gewinne eines Unternehmens manipuliert wurden. Es wurde von Daniel Beneish der Kelley School of Business Indiana entwickelt.

## Berechnung
Der Beneish M-Score ergibt sich aus acht Kennzahlen:
Angaben des Vorjahres sind mit VJ gekennzeichnet.
- Tagesverkäufe-Forderungen-Index (Days Sales in Receivables Index)

DSRI = {\displaystyle {\frac {\frac {Forderungen}{Umsatz}}{\frac {Forderungen_{(VJ)}}{Umsatz_{(VJ)}}}}}
Ein erhöhter Index kann z. B. neue Kreditrichtlinien bedeuten (Verlängerung eines Zahlungsziels). Je nach Unternehmensart, sollte diese Kennzahl gleichförmig bleiben.
- Handelsspannenindex (Gross Margin Index)

GMI = {\displaystyle {\frac {Bruttomarge_{(VJ)}}{Bruttomarge}}}
Bei einem GMI {\displaystyle \geq } 1 ist die Bruttomarge geschrumpft. Da Firmen mit sinkender Bruttomarge eher im Verdacht stehen Gewinne zu manipulieren, wird ein positiver Zusammenhang zwischen Gewinnmanipulation und Bruttomarge angenommen.
- Anlagenqualitätsindex (Asset Quality Index)

AQI = {\displaystyle {\frac {\frac {1-(UV+SA+FA)}{GV}}{\frac {1-(UV_{(VJ)}+SA_{(VJ)}+FA_{(VJ)})}{GV_{(VJ)}}}}}
UV = Umlaufvermögen, SA = Sachanlagen, FA = Finanzanlagen, GV = Gesamtvermögen
Der AQI gibt den Anteil an langfristigen Vermögenswerten am Gesamtvermögen an. Auch hier deutet AQI {\displaystyle \geq } 1 auf eine Kostenverlagerung hin.
- Umsatzwachstums-Index (Sales Growth Index)

SGI = {\displaystyle {\frac {Umsatz}{Umsatz_{(VJ)}}}}
Der SGI ist vor allem bei Wachstumsunternehmen oder Unternehmen mit einem hohen Wachstumswert wichtig. So zu sehen am Beispiel Wirecard.
- Abschreibungsindex (Depreciation Index)

DEPI = {\displaystyle {\frac {\frac {AS_{(VJ)}}{SA_{(VJ)}+AS_{(VJ)}}}{\frac {AS}{SA+AS}}}}
AS = Abschreibungen
Ein Abschreibungsindex {\displaystyle \geq } 1 bedeutet einen längeren Abschreibungszeitraum der Vermögenswerte. Sachanlagen sind somit in der Bilanz länger aufgelistet und erhöhen den Unternehmenswert.
- Vertriebs- und Verwaltungsaufwendungen Index (Sales General and Administrative Expenses Index)

SGAI = {\displaystyle {\frac {\frac {VA+VerwA}{Umsatz}}{\frac {VA+VerwA_{(VJ)}}{Umsatz_{(VJ)}}}}}
VA = Vertriebsaufwände, VerwA = Verwaltungsaufwände
Der SGAI wird als negatives Signal für die Zukunftsentwicklung des Unternehmens interpretiert.
- Hebel-Index (Leverage Index)

LVGI ={\displaystyle {\frac {\frac {KfV+LfS}{GV}}{\frac {KfV+LfS_{(VJ)}}{GV_{(VJ)}}}}}
KfV = Kurzfristige Verbindlichkeiten, LfS = Langfristige Schulden
Ist der Hebel-Index {\displaystyle \geq } 1 nimmt der Verschuldungsgrad zu. Wenn dieser Wert manipuliert ist, dient dies um Covenants aus Kreditverträgen mit Banken nicht zu verletzen.
- Rückstellungen zu Gesamtvermögen (Total Accruals to Total Assets)

TATA = {\displaystyle {\frac {NGafG-OCF}{GV}}}
NGafG = Nettogewinn aus fortgeführten Geschäftsbereichen, OCF = Operativer Cash Flow
In den Rechnungslegungsgrundsätzen gibt es das Konzept der Periodenabgrenzung. Dadurch ist es möglich durch z. B. Abschreibungen Kosten auf einen längeren Zeitraum aufzuteilen. Je größer der TATA Index ist desto eher lässt sich auf ein risikobereites Management schließen.
Alle Werte werden in folgende Formel eingetragen:
{\displaystyle M-Score=-4,84+(0,92*DSRI)+(0,528*GMI)+(0,404*AQI)+(0,892*SGI)+(0,115*DEPI)}
{\displaystyle -(0,172*SGAI)+(4,679*TATA)-(0,327*LVGI)}

## Interpretation
Der Grenzwert beträgt −1,78 für die obengenannten Kennzahlen. (Beneish 1999, Beneish, Lee & Nichols 2013 und Beneish & Vorst 2020).
- Falls der M-Score unter −1,78 liegt, ist eine Manipulation unwahrscheinlich.
- Liegt der M-Score über −1,78, ist eine Manipulation der Bücher naheliegend.

## Interpretationshinweise
- Das Beneish Modell ist ein probabilistisches Modell, ob ein Unternehmen tatsächlich die Umsätze manipuliert wird, kann somit nicht garantiert werden.
- Finanzinstitute wurde bei der Erstellung des Modells nicht mit eingeschlossen. Eine Anwendung bei Banken oder Versicherungsunternehmen ist nicht oder nur bedingt möglich.

## Beispiel eines erfolgreichen Einsatzes
Enron wurde 1998 durch Studenten der Cornell-Universität mit Hilfe des M-Score erfolgreich der Bilanzfälschung überführt. Trotz dieser Informationen empfahlen Wall Street Analysten zu diesem Zeitpunkt den Kauf der Aktien.

## Verwandte Themen
- Benfordsches Gesetz
- Piotroski F-Score